# Winchester (Kentucky)
|  | Dieser Artikel wurde aufgrund von inhaltlichen Mängeln auf der Qualitätssicherungsseite des Projektes USA eingetragen. Hilf mit, die Qualität dieses Artikels auf ein akzeptables Niveau zu bringen, und beteilige dich an der Diskussion! Eine nähere Beschreibung der zu behebenden Mängel fehlt. |

Winchester ist eine Stadt im Clark County im US-Bundesstaat Kentucky.
Winchester ist der Verwaltungssitz des Clark County. Die Volkszählung von 2020 registrierte 19.134 Einwohner. Winchester liegt im Herzen der Bluegrass-Region, etwa 25 Kilometer östlich von Lexington.
Der Ort ist Sitz der Getränke-Firma „Ale-8-One“, die einen in der USA bekannten Softdrink vertreibt.

## Schulwesen
George Rogers Clark High School ist die einzige öffentliche High School. Sie hat etwa 1600 Schüler. Des Weiteren gibt es in Winchester noch zwei Middle Schools und vier Grundschulen.

## Söhne und Töchter
- Asa Martin (1900–1979), Old-Time-Musiker
- Helen Thomas (1920–2013), Journalistin
- Matt Long (* 1980), Schauspieler

## Städtepartnerschaften
- Ibarra, Ecuador